# 黃華麟
黃華麟（英語：Vernon Wong，1989年11月19日—），是一位澳門足球員和足球教練，曾三度獲得澳門足球明星選舉 最佳十一人的殊榮, 司職後衛，在多個球季裏效力加義；現時效力駒騰。

## 澳門足球代表隊
2011年2月22日，2012年亞足聯挑戰盃資格賽，澳門代表隊3比2力挫柬埔寨，當中62分鐘14號黃華麟率先補漏勁射建功，73分鐘17號何文浩右側妙射破門，75分鐘23號運臣中路廿碼狂抽入網，澳門隊反超前3比1。最後經過兩回合大戰澳門以總球數4比5落敗，無緣晉級下一輪比賽。
2017年3月24日，澳門足球代表隊約戰香港飛馬進行友誼賽，後備入替的黃華麟禁區拉跌對手，球證直指十二碼利馬射入，最終澳門隊以2:3落敗於飛馬腳下。